# Ваља Вадулуј (Клуж)
Ваља Вадулуј (рум. Valea Vadului) насеље је у Румунији у округу Клуж у општини Јара. Oпштина се налази на надморској висини од 677 m.

## Становништво
Према подацима из 2002. године у насељу је живело 53 становника, од којих су сви румунске националности.